# کوه کلاه قاضی
کوه کلاه‌قاضی کوهی در استان اصفهان و قسمتی از رشته‌کوه ماهدشت است. بلندترین قلهٔ این کوه به ارتفاع ۲۵۳۴ متر است و در جنوب شرقی اصفهان (منطقه جرقویه) قرار دارد و شکلی شبیهِ کلاهِ قاضیان در ادوار گذشته دارد. مساحت آن در حدود ۴۷۱۴۲ هکتار است.
این کوه را معمولأ از گردنه‌ای موسوم به گردنه لاشتر در فاصله حدود ۳۰ کیلومتری اصفهان در جاده اصفهان به شهرضا صعود می‌کنند و دارای درّه‌های متعدد شمالی و جنوبی است.

## محدوده حفاظت‌شدهٔ کلاه‌قاضی و شیدان
منطقه کوهستانی کلاه‌قاضی و شیدان؛ پارک ملی کلاه‌قاضی و پناهگاه حیات وحش کلاه‌قاضی را نیز تحت پوشش خود دارند.
این منطقه در سال ۱۳۴۶ به عنوان منطقه قرق از سوی شورای عالی شکاربانی و نظارت بر صید اعلام شد. در سال ۱۳۷۴ حدود ۵۰هزار هکتار به عنوان پارک ملی و ۳هزار هکتار آن به عنوان پناهگاه حیات وحش به تصویب حفاظت محیط زیست رسید.

## اهمیت
این منطقه به دلیل دارا بودن تنوع بوم شناختی، حفاظت از تنوع زیستی، حفاظت از منابع ژنتیکی و بقای تعادل طبیعی همچنین کاهش ناهنجاری‌های حاصل از فعالیت صنایع و عوارض جمعیتی، برخورداری از چشم‌اندازهای زیبای نواحی کوهستانی و تپه ماهوری، وجود انواع گیاهان و گونه‌های متعدد حیات وحش جانوری و استفاده‌های علمی، پژوهشی، اقتصادی و گردشگری دارای ارزش وجودی پارک ملی بوده‌است. از این رو پس از فراز و نشیب‌های بسیار، نهایتاً در سال ۱۳۷۴ با پیگری‌های مستمر و وجود کمترین تعارضات –یعنی نداشتن هرگونه عرصه و اعیانی تحت تملک اشخاص حقیقی و حقوقی و حل مسئله دامداران توسط نهادهای عضو شورای کشاورزی استان– با اعتبارات پیش‌بینی شده در جهت اسکان عشایر از طریق اداره کل امور عشایر استان اصفهان و تأیید مسؤولین استان طی مصوبه شماره ۶/۷/۷۴ شورای عالی محیط زیست به عنوان پارک ملّی معرفی گردید.

## آسیب‌ها
جانورانِ این محدوده به دلیلِ داشتنِ جذابیت از سوی شکارچیان غیرمجاز در خطر شکار غیر اصولی و نابودی گونه‌های در معرض انقراض و کم جمعیت هستند.

### پوشش گیاهی
انجیر، بادام کوهی، انار، عناب، شیپوری، بید، خارشتر، درمنه، اسپند، گل جالیز، شنگ، انواع گرامینه، کلاغک، گل مریم، سلین، انواع گون، گل گندم، علف شوره، علف مار، ریواس، اسپرس، چوبک.